# ناسی گورنگ

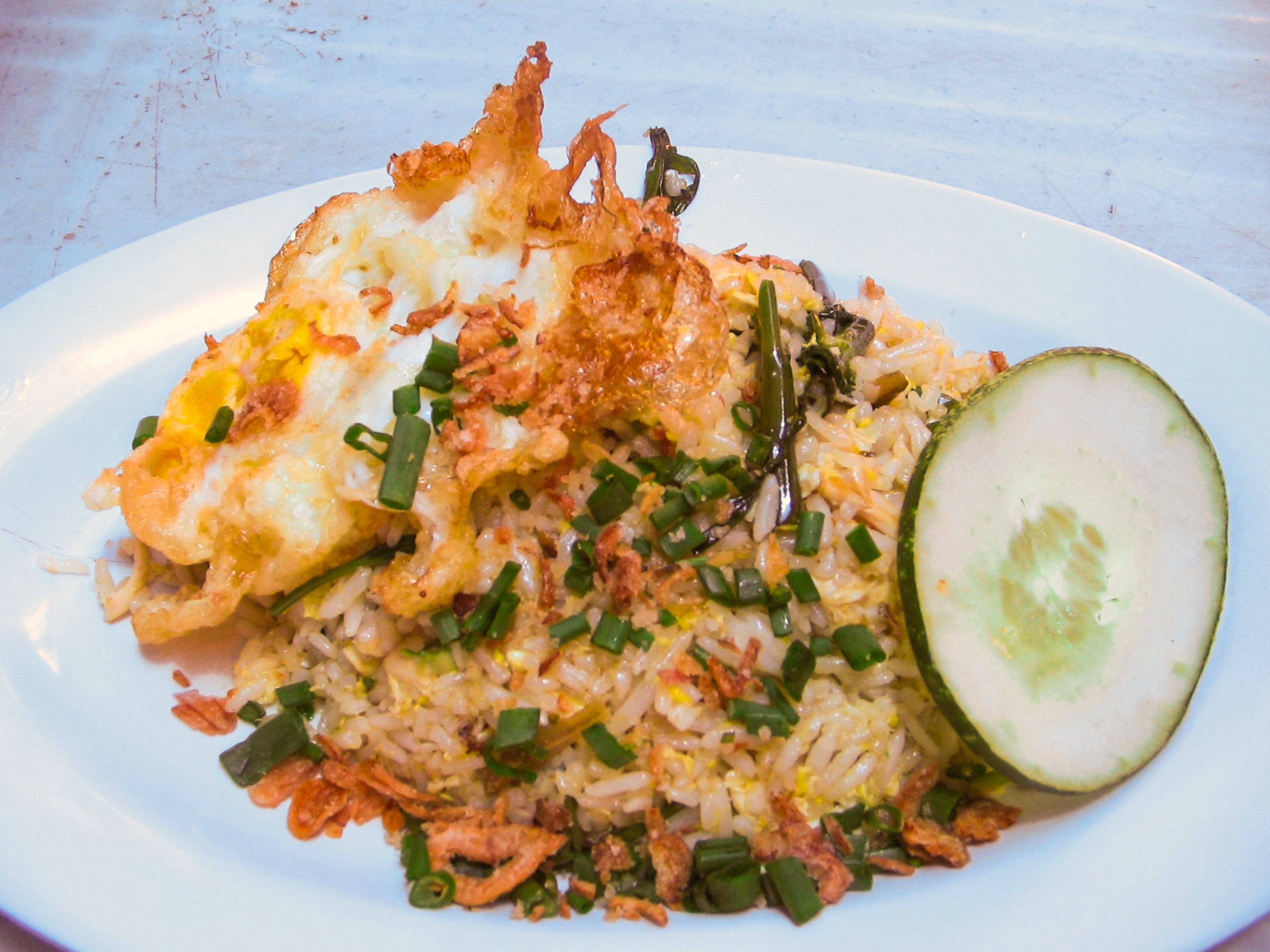
صبحانه

ناسی گورنگ که در مالیزیا و مالایایی به معنای «برنج تفت داده شده» است به برنج تفت داده شده یا نیمه‌پخته اطلاق می‌شود که معمولاً از برنج تفت‌داده شده در روغن‌های آشپزی یا مارگارین به همراه «کچاپ مانیس» (نوعی سس سویای شیرین)، موسیر، تمر هندی، فلفل تند و در کنار تخم‌مرغ، گوشت مرغ و میگو تهیه می‌شود.
یک نوع دیگر از این غذا را با «ماهی نمک‌سود» تهیه می‌کنند. ناسی کورنگ را «برنج تفت‌داده‌شدهٔ اندونزیایی» هم می‌گویند و آن را غذای ملی اندونزی نامیده‌اند.
این غذا در مالزی، سنگاپور و هلند هم متداول است.
در سال ۲۰۱۱ میلادی، ۳۵٬۰۰۰ خوانندهٔ وبگاه سی‌ان‌ان، این غذا را در یک نظرسنجی تحتِ عنوانِ «۵۰ غذای خوشمزه جهان»، به عنوان دومین غذایِ خوشمزهٔ جهان (پس از رندانگ) برگزیدند.

## نگارخانه

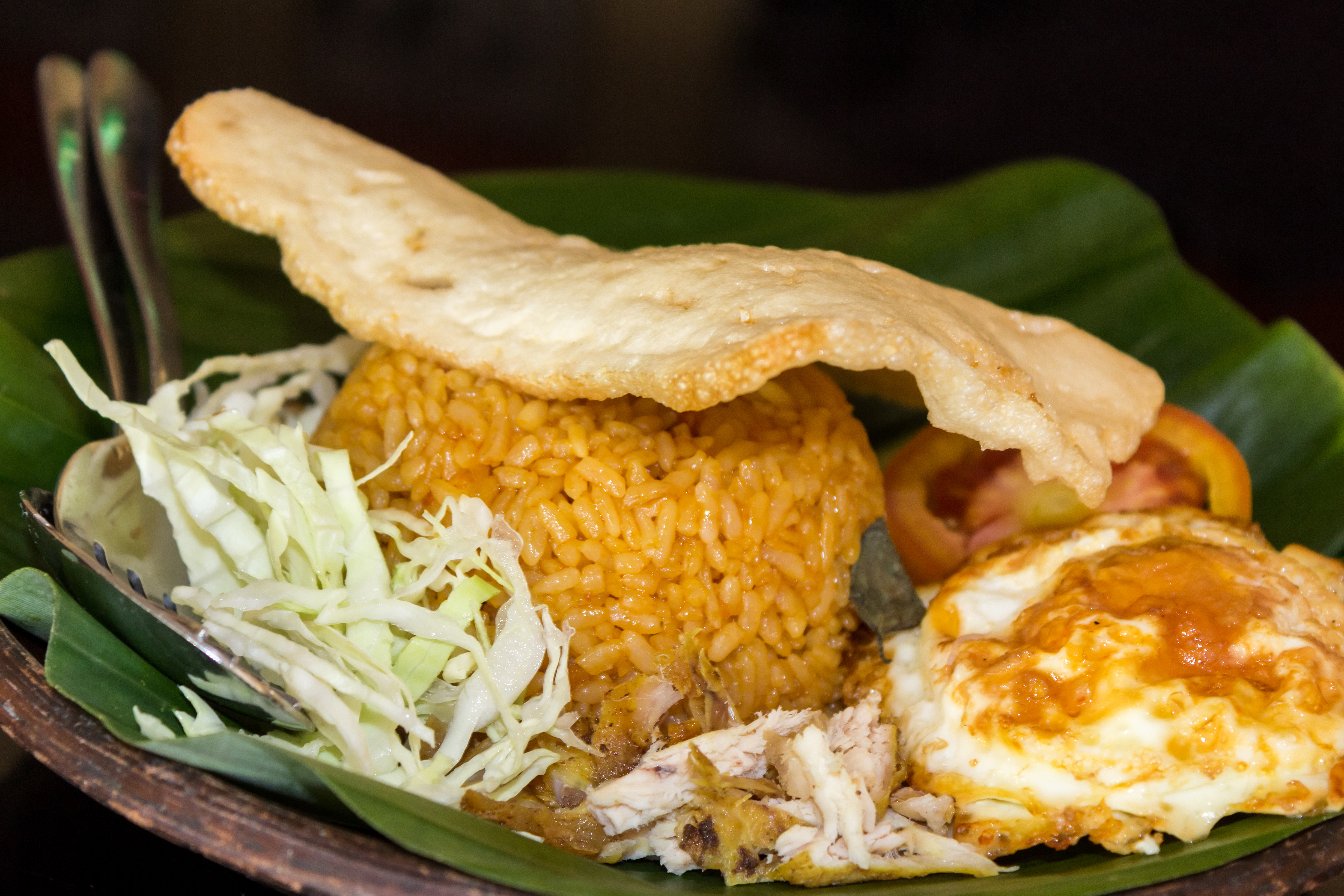
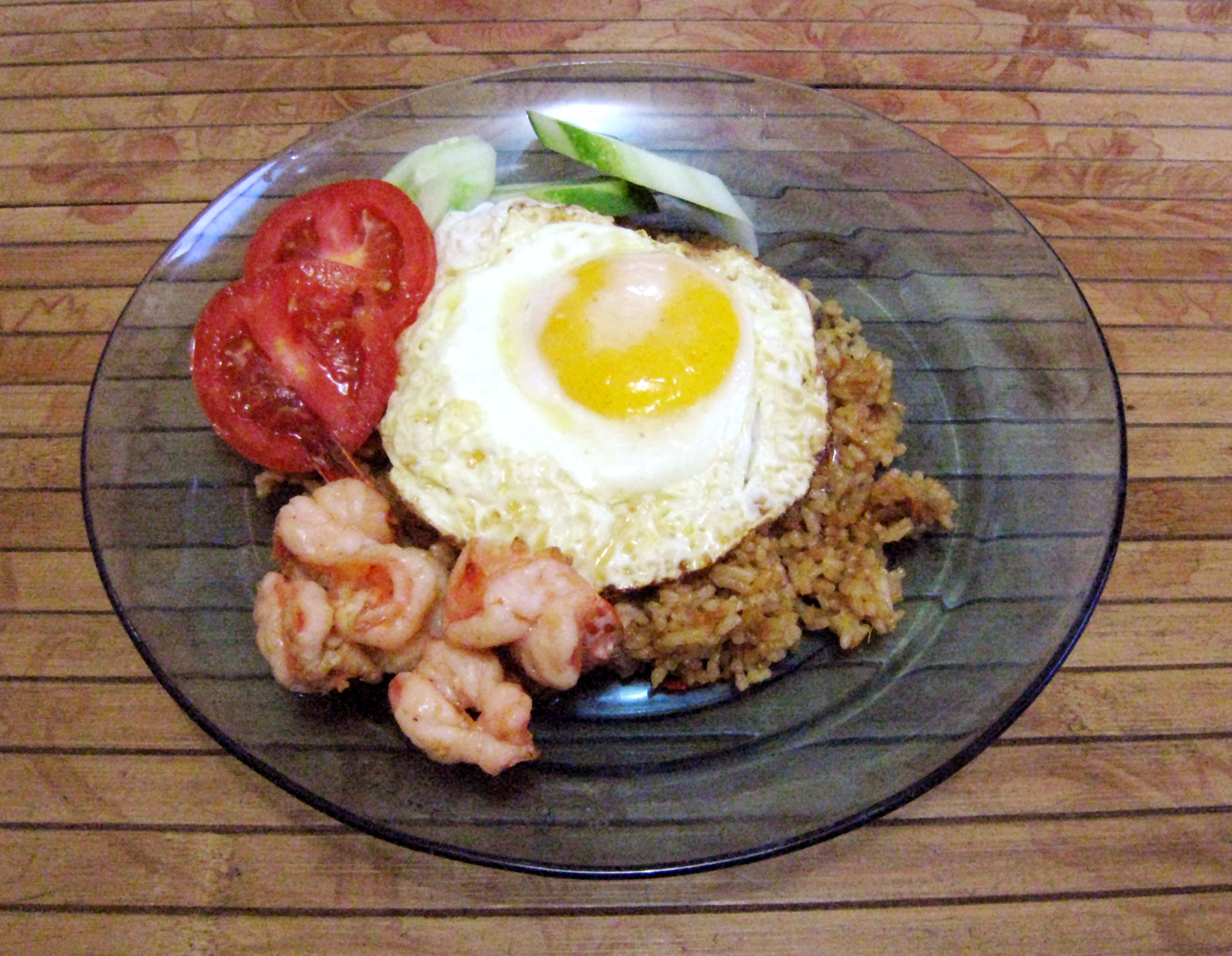
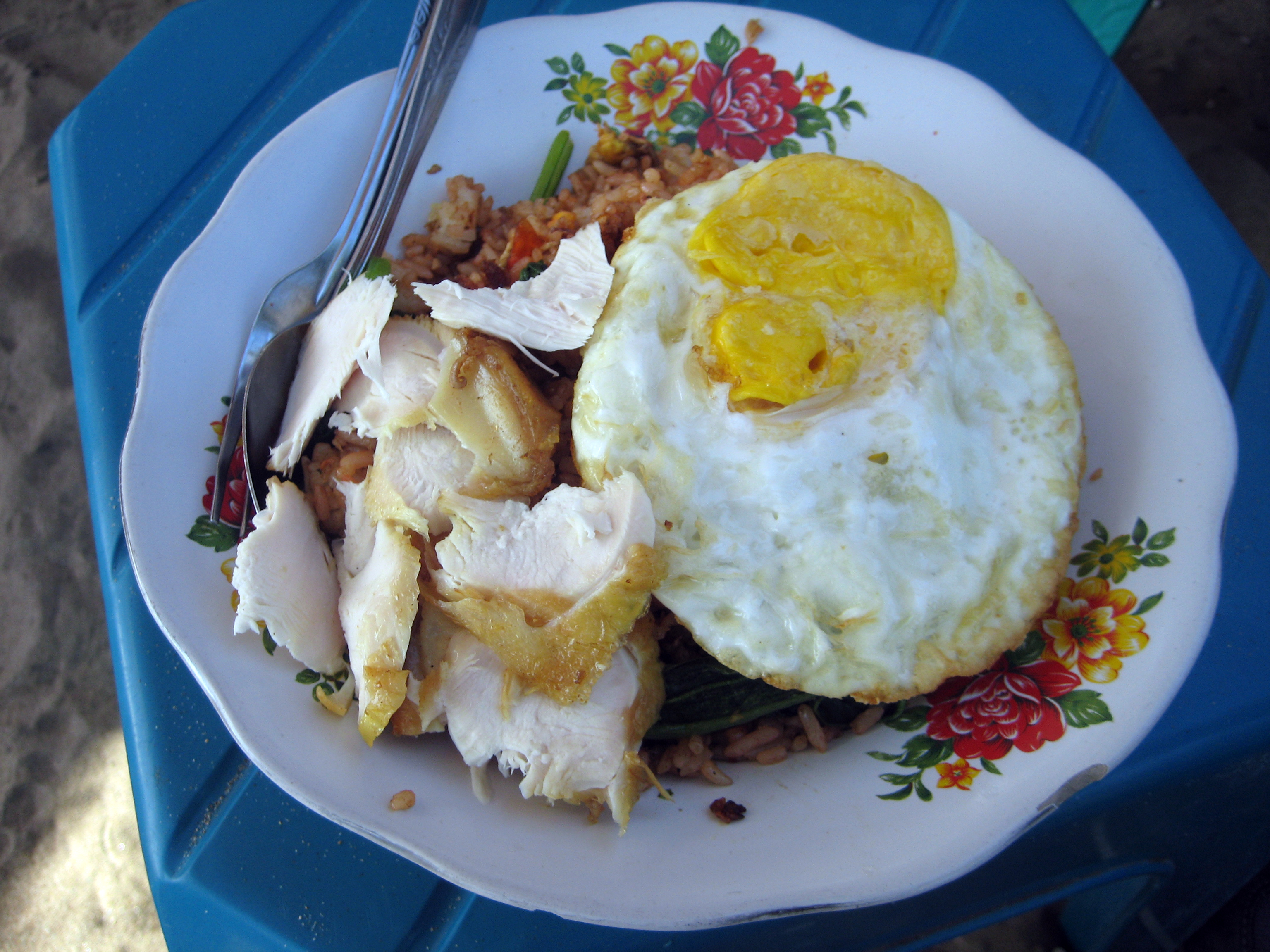
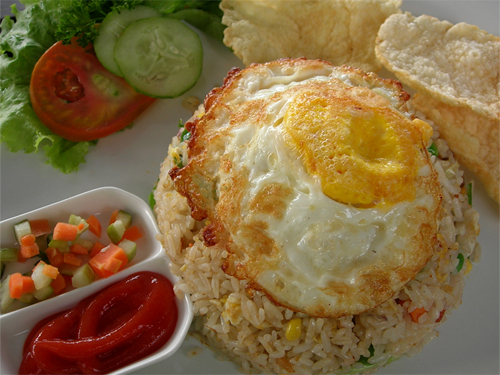
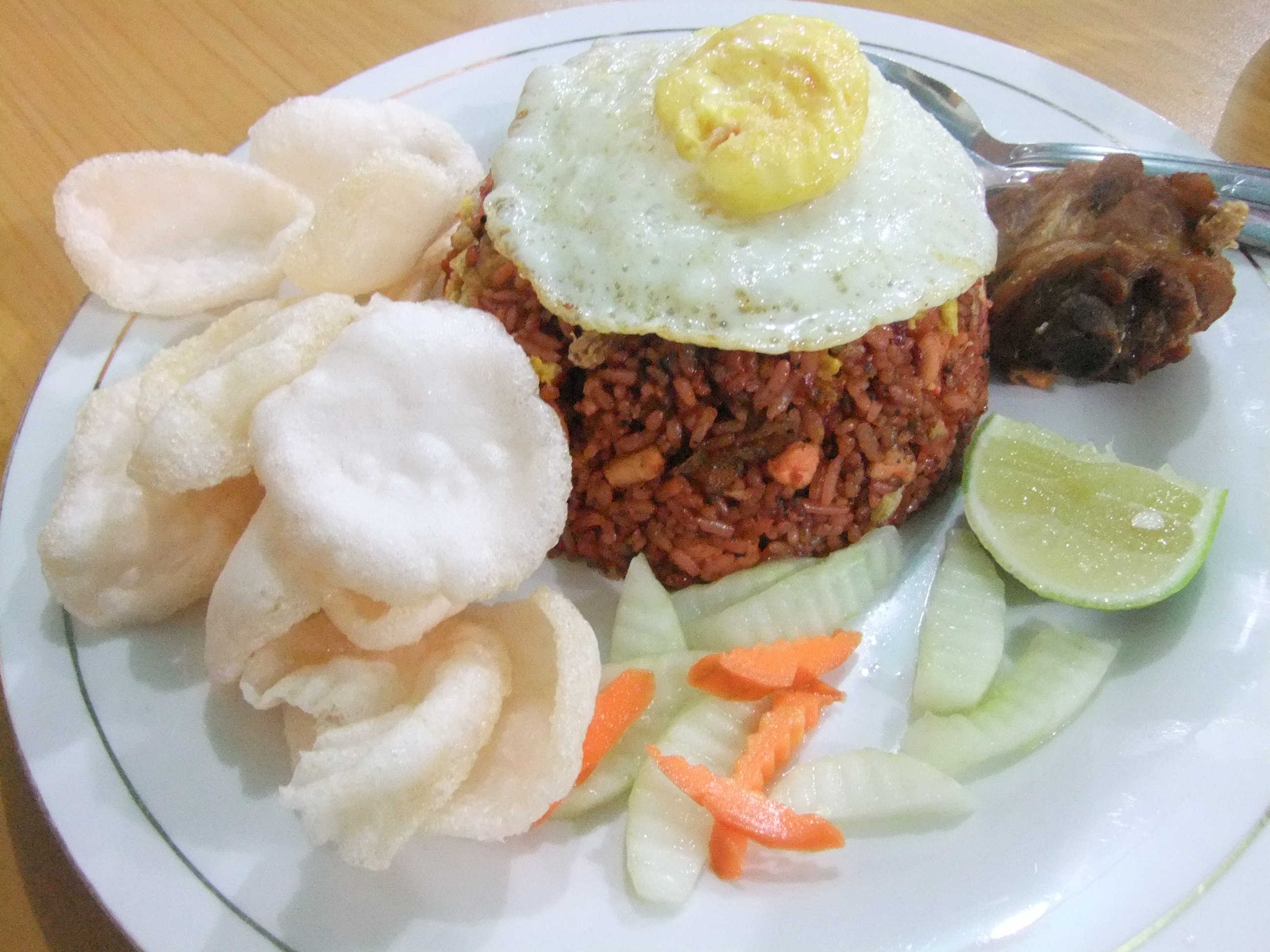
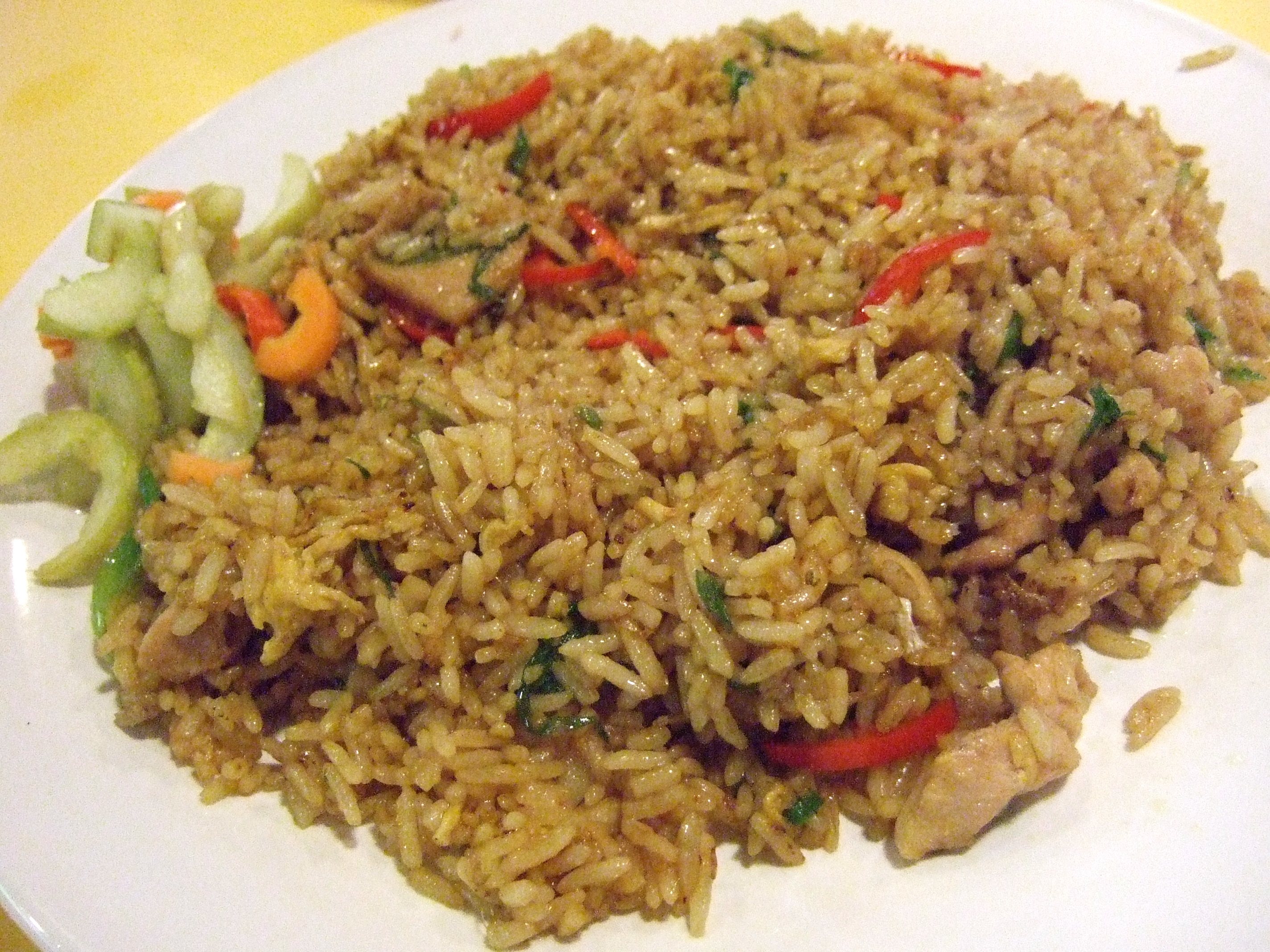
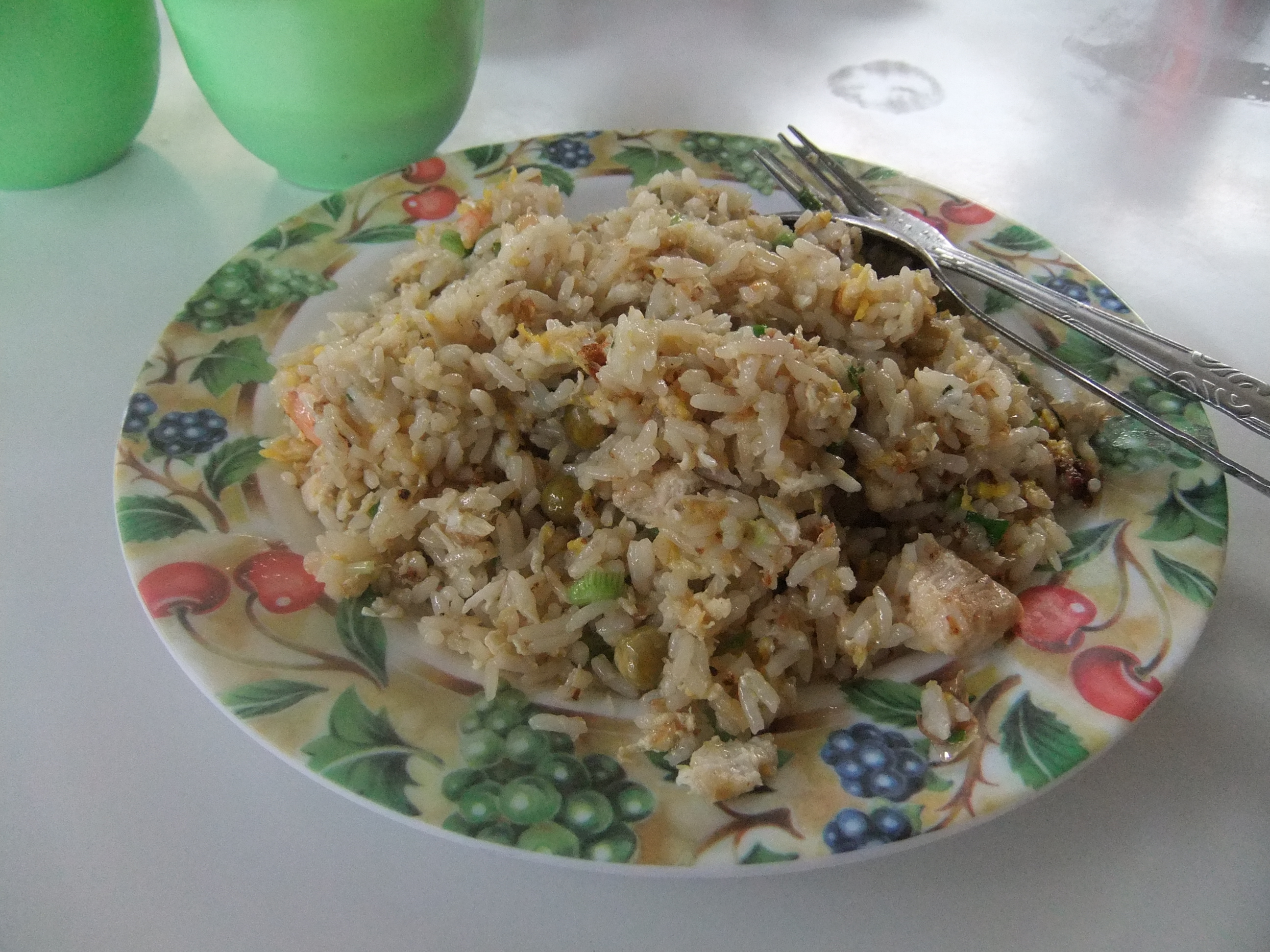
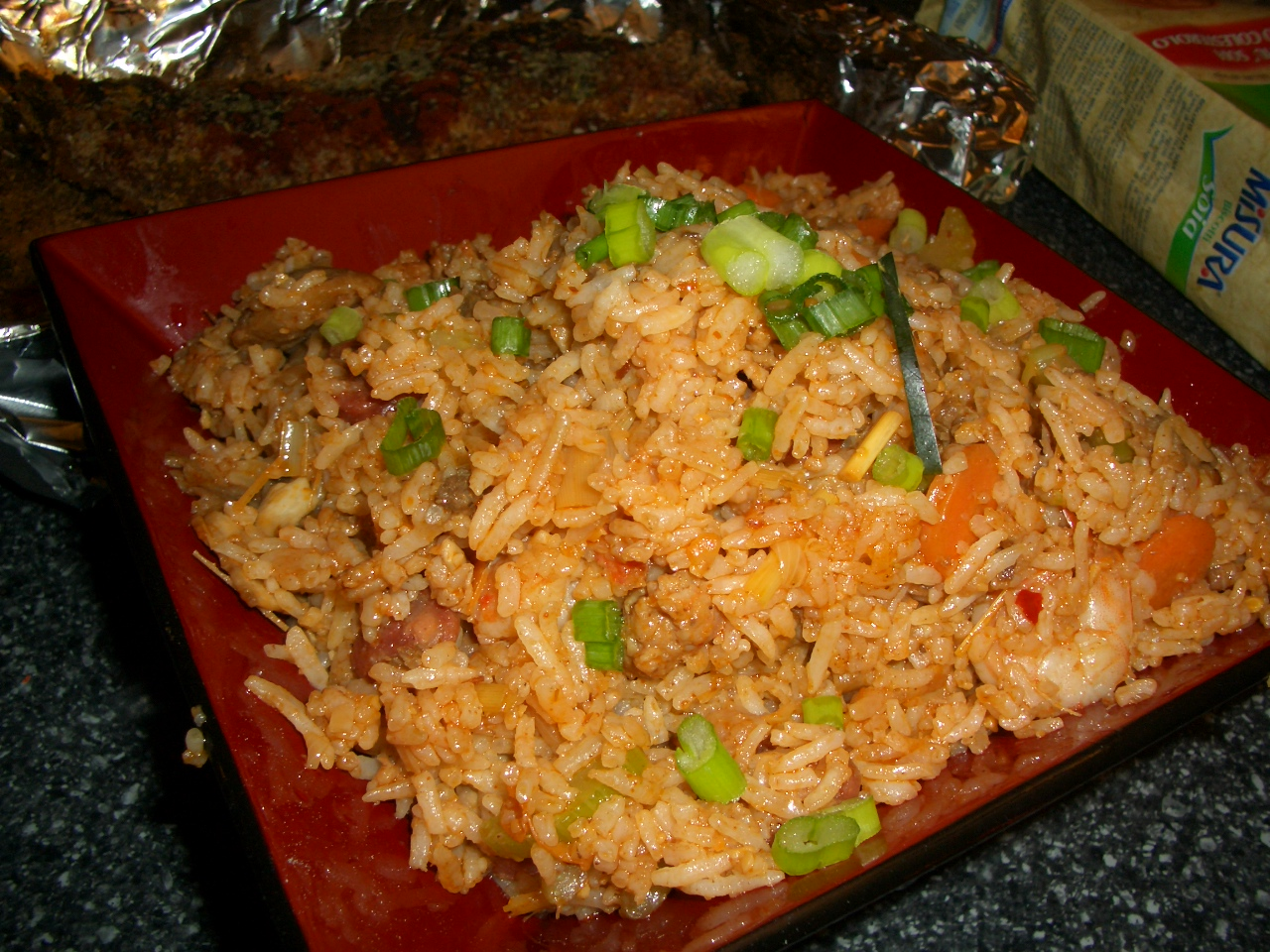
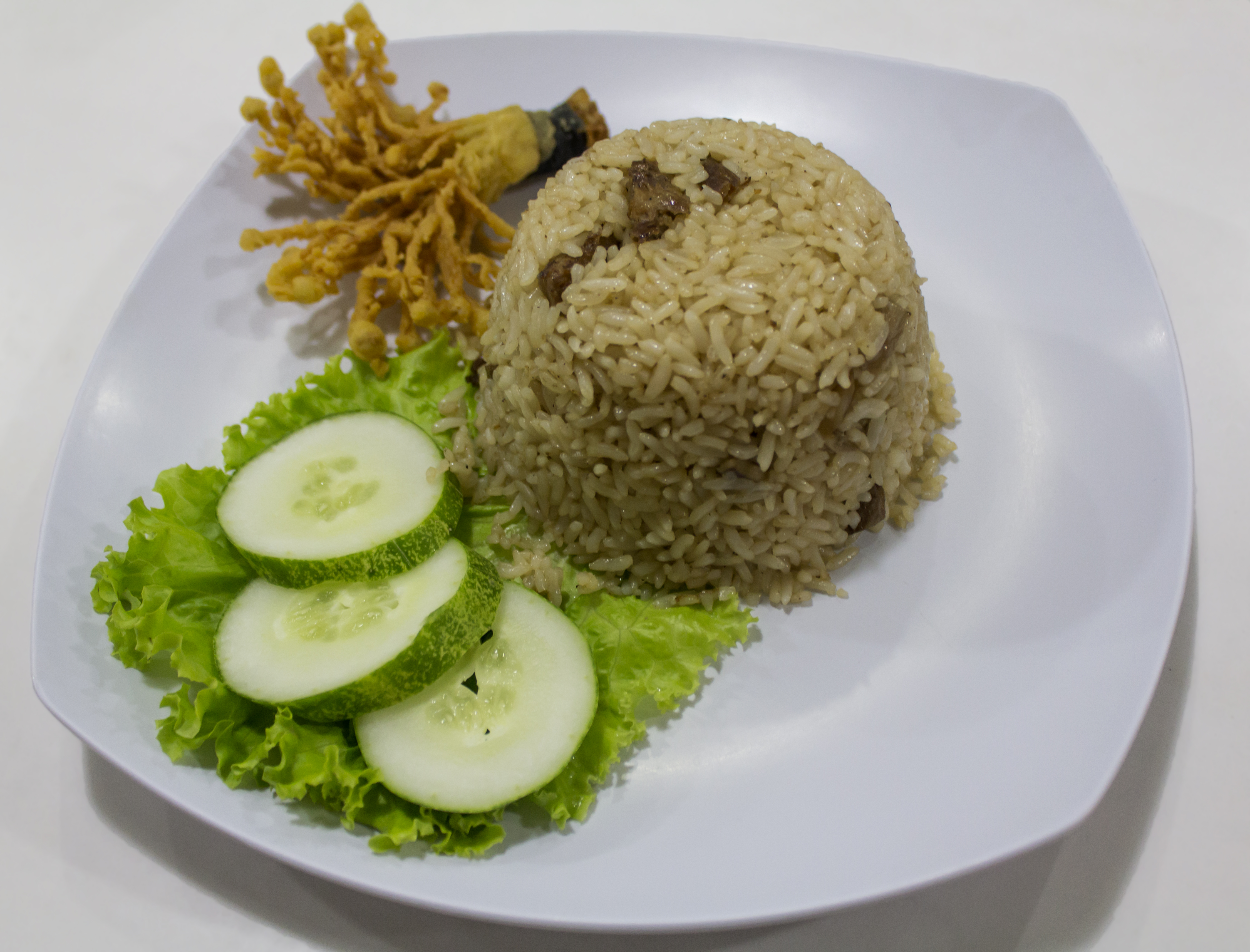
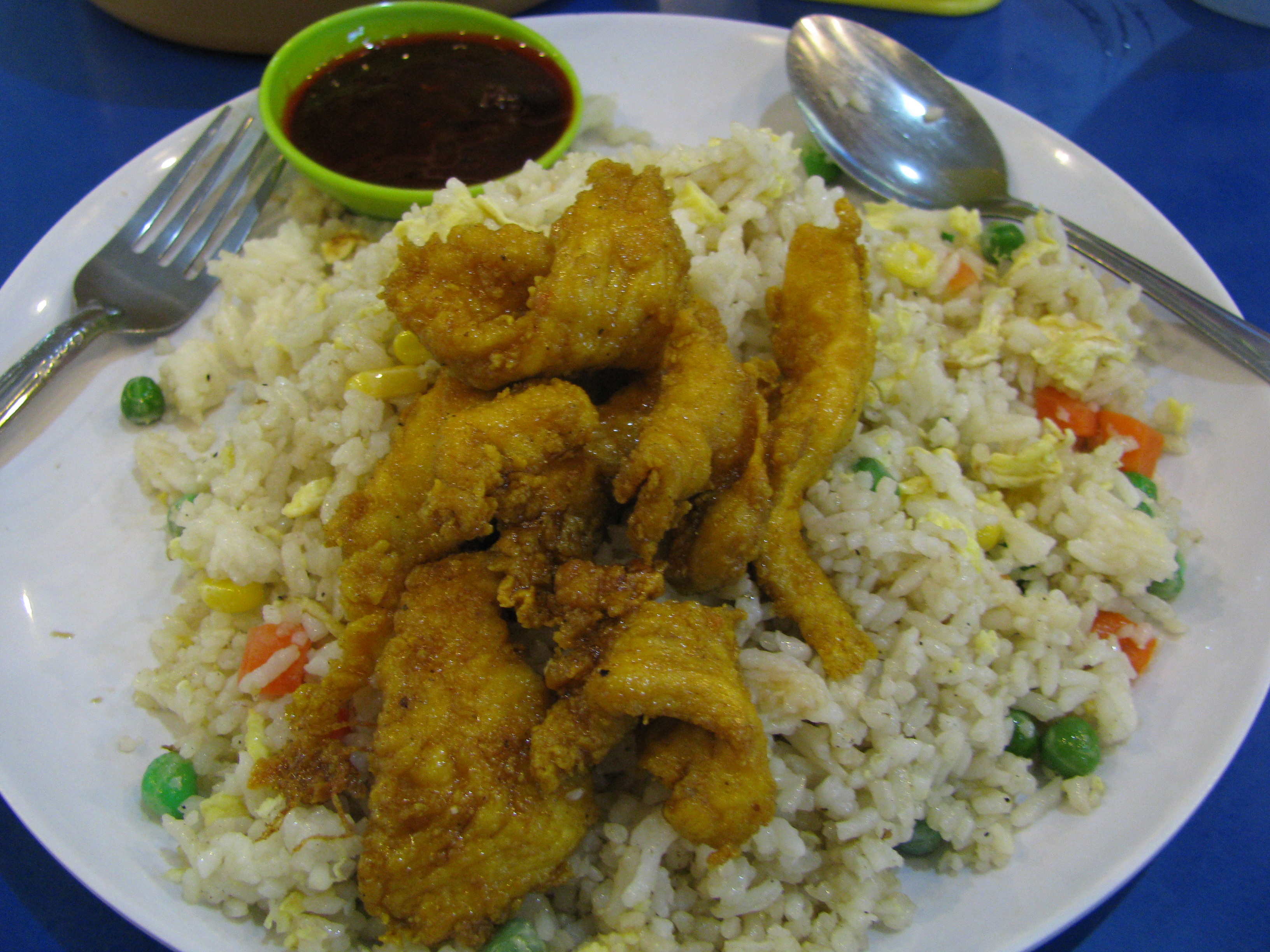